# Armored Core (videojuego)
Armored Core es un videojuego de mecha lanzado en 1997. Este es el primero en la serie Armored Core para la PlayStation Portable, PlayStation, PlayStation 2, Xbox 360 y plataformas de telefonía móvil. Este es un videojuego de acción de perspectiva en tercera persona.

## Trama
En el futuro probablemente distante, la gran mayoría de la población de la Tierra es borrada por una guerra catastrófica conocida como la Gran Destrucción. Las duras condiciones que resultan vigor los pocos supervivientes a vivir bajo tierra durante cincuenta años, durante el cual las corporaciones de tiempo suben al poder. Las dos corporaciones más grandes; Chrome y Murakumo Millennium, constantemente combaten el uno contra el otro por la supremacía, causando importantes luchas entre la población. Sin embargo, la competencia ofrece un sinfín de oportunidades para los Ravens, mercenarios que existen independientemente de las corporaciones. Tú, el protagonista, un piloto de un núcleo acorazado, que es un robot mecha gigantesco.

### Ambientación
- Isaac City - La mayor de todas las ciudades subterráneas de la Tierra, Isaac City es un centro de poder, industria y comercio.
- Chrome - Este conglomerado empresarial tiene su sede en Isaac City. Esta es una de las corporaciones más grandes en el mundo. Aunque no son tímidos en difundir el fortalecimiento de su sistema de monopolio de ejercer el control sobre la ciudad. En el campo de investigación y desarrollo farmacéutico, ellos tienen una asociación con la firma principal "Chemical-Dyne Co.".
- Murakumo Millennium - Esta gran corporación con sede en GAL City está principalmente implicada en la fabricación industrial. Su reputación está relacionada con los productos de AC´s , y se dice que su valor técnico excede hasta aquel de Chrome. Ellos son también una de las pocas corporaciones que han aclarado su oposición a los proyectos de Chrome por la regla monopolística. Por esta razón, las confrontaciones militares con frecuencia ocurren en los alrededores de Isaac City.
- Guards - Los Guards son organizaciones de seguridad en el servicio de cada corporación, encargados de mantener el orden público en las regiones gobernadas por cada empresa. Si bien sus armamentos varían ligeramente en función de sus empresas matrices, que parecen ser algo en una pérdida cuando se enfrentaron contra los grupos terroristas que han comenzado a correr rampante últimamente.
- Ravens' Nest - Es una gigantesca corporación de milicia mercenaria, encargada de la producción en masa de las partes de AC, y que además es la corporación que a los Raven les da un hogar para vivir cómodamente, y un garage para su AC... esta organización para obtener una buena suma de dinero, acepta cualquier misión, sea ello legal o no. El Ravens' Nest no tiene ningún tipo de discreción en cuanto al contenido de la misión o los solicitantes, porque a los Raven no les importa quien los contrate o a quien tengan que matar, ellos están dispuestos a destruir a diestra y siniestra lo que sea (siempre y cuando les paguen). El fundador y líder del Ravens' Nest es el Raven Hustler One (el top 1 del ranking).

"Ravens' Nest" en inglés significa "nido de cuervos".
- Raven - Los "Raven" son los pilotos de AC (Armored Core) los mercenarios pertenecientes al Ravens' Nest. Cuando un piloto se identifica como Raven en el Ravens' Nest, empieza a formar parte de una red de computadoras privada, exclusiva del Ravens' Nest que la usan para ser contactados para hacer misiones, realizar compras y pagos, y cosas por el estilo. A todos los pilotos nuevos les prestan un AC muy básico para que puedan hacer el "AC Test" que después de terminarlo (cuando los pilotos se convierten en "Raven"), les regalan ese mismo AC. Todos los Ravens comienzan con el mismo AC, pero después lo van mejorando y personalizando, hasta que llegan a tener su AC definitivo.

"Raven" en inglés significa "cuervo"
- AC - Los AC son los mechas producidos en masa por el Ravens' Nest, piloteados por los Ravens, y caracterizados por ser los mejores mechas del mundo, por tener una tecnología de última generación, y principalmente por tener la mejor capacidad de poder, velocidad y blindaje, son máquinas que están echas para combate masivo a todo terreno, que cuyos pilotos son contratados como fuerzas elite para las misiones. Los AC se caracterizan por tener principalmente un gran poder de destrucción, pero también por tener la capacidad de resistir ataques muy poderosos, y de poder moverse a gran velocidad para esquivar muchísimos ataques... aunque todo eso depende mucho de como sea tu mecha, los AC son muy personalizables y sus capacidades dependen mucho de como armes a tu AC.

Un AC promedio (como ese mecha blanco de la presentación, que se da a entender que el piloto lo está armando en su garage), mide unos... 17 metros de altura aproximadamente... se le considera AC promedio a los mechas que tienen piernas humanoides medianamente robustas pero largas, y brazos medianamente robustos.
"AC" significa "Armored Core" (en inglés "Armored Core" significa "Núcleo Blindado")
- MT - Como la humanidad se trasladó a lo subterráneo, una necesidad social apremiante era mejorar la eficacia e interpretación de máquinas. Una tecnología de robot rápidamente en vías de desarrollo llamada Muscle Tracer (MT) impregnó la sociedad. Los MT son las máquinas comunes que tenes que destruir en las misiones.
- Human PLUS -
- Capacidad de carga infinita -

## Jugabilidad
El juego comienza con que el jugador participa en una prueba para formar parte de la "Raven's Nest". Simplemente implica la destrucción de dos Muscle Tracers (MTs), antes de ser destruido uno mismo. Para pasar esta prueba, el jugador recibe peticiones de misión de corporaciones y otros grupos. Las misiones generalmente pagan más alto cuando se aumenta la dificultad. Según que las misiones son elegidas, la historia progresa diferentemente. El jugador también puede leer el correo de varios remitentes, y observar las clasificaciones, que están basados en precios de éxito de misión.

## Serie de videojuegos deAmored Core
| Nombre                          | Año  |  |
| ------------------------------- | ---- |  |
| Amored Core                     | 1997 |  |
| Armored Core: Project Phantasma | 1997 |  |
| Armored Core: Master of Arena   | 1999 |  |
| Armored Core 2                  | 2000 |  |
| Armored Core 2: Another Age     | 2001 |  |
| Armored Core 3                  | 2002 |  |
| Silent Line: Armored Core       | 2003 |  |
| Armored Core: Nexus             | 2004 |  |
| Armored Core: Nine Breaker      | 2004 |  |
| Armored Core: Formula Front     | 2004 |  |
| Armored Core: Last Raven        | 2005 |  |
| Armored Core 4                  | 2006 |  |
| Armored Core: for Answer        | 2008 |  |

- Datos: Q2450661